# Cima del Cherlòng
Cima del Cherlòng – szczyt w pasmie Prealpi Vicentine, w Alpach Wschodnich. Leży w regionie Trydent-Górna Adyga, w północnych Włoszech.